# 최립
최립(崔岦, 1539년 5월 30일(음력 5월 3일)~1612년 8월 7일(음력 7월 11일))은 조선시대 중기의 문인 겸 문신이다. 자는 입지(立之), 호는 간이(簡易)·동고(東皐), 본관은 통천(通川). 율곡 이이 등과 함께 선조 때의 8대 명문장가로 꼽히며, 외교문서의 대가로, 명성은 중국에까지 알려졌다. 당색으로는 서인이며, 《동의보감》을 저술한 허준과 명필로 알려진 석봉 한호와는 절친한 사이였다.
우암 송시열의 아버지 수옹 송갑조는 그의 문인이었다. 율곡 이이의 문인이다.

## 생애

### 유년기
1539년(중종34)개성에서 부친인 진사 최자양의 아들로 출생하였다. 그의 8대조는 고려말 조선초의 명장 최운해이고, 세종대왕 시대에 4군 6진 국경을 개척한  최윤덕 장상의 후손이다. 5대조 최로는 명필로 알려졌고, 절충상호군으로 단종 충신단에 배향된 인물이다. 최립은 붓을 잡을 만한 나이때부터 글씨를 쓰고 시를 지었다고 한다.
당대의 대학자 이이의 문인으로 학문의 조예를 넓혔으며, 1555년(명종 10년)에 진사시에 합격해서 진사가 되었다.

### 입조
1561년(명종 16년)에는 식년문과에 장원급제하여 벼슬길에 올랐다. 시문과 학식으로 당대 여러 문사들의 칭송을 얻었으나, 당대의 선비들을 인정하지 않는 태도를 지적 받기도했다.
장원급제한 후 장연현감을 거쳐, 1571년(선조 5년)에는 옹진현령이 되었고, 1576년(선조 10년)에는 재령군수에 임명되었다. 1577년(선조 11년)에 종계변무를 위한 주청사(奏請使)의 질정관(質正官) 자격으로 명나라에 다녀왔다. 명에 다녀온 뒤 다시 재령군수에 임직하였다. 이때 해주에 은거 중이던 이이(李珥)와 교유했다.
1581년(선조 14년)에 황해도 재령군수에 재임 중, 기근으로 괴로워하던 백성을 구제하는 데 힘써 선조에게서 표리(임금이 신하에게 내린 옷의 겉감과 안찝)를 하사받았다. 같은 해에 다시 주청사 김계희의 질정관이 되어 명나라에 다녀왔다.
1584년(선조 17년)에는 첨지에 재임하였다. 그러나 같은해 초 그가 존경했던 동료이자 절친한 벗이기도 하였던 이이를 떠나보내는 아픔을 겪어야 했다. 1586년(선조 19년)에는 호군으로 전임하여 있다가 관리들의 시문과 학식을 시험했던 이문정시에 장원을 하여 첨지중추부사(정3품 당상)에 오르고 가선대부(종2품)에 가자되는 영광을 누렸다.
1587년(선조 20년)에는 장례원판결사로 헌부에서 송사를 잘못 처리하였다 하여 추고를 청하는 바, 같은해 1587년(선조 20년)에 외직인 진주목사로 전임되어 6년간 재임하면서 십가근체를 편찬하였다. 1591년(선조 21년)에는 일본이 조선을 위협하여 대명으로 쳐들어가려 한다는 사정을 진주하는 주문을 짓기도 하였다.

### 임진왜란
1592년(선조 25년), 임진왜란이 발발하던 이 해 9월 9일에 공주목사에 임명되었으나, 부임하기 전인 9월 13일에 다시 전주부윤으로 전임되어 이듬해인 1593년(선조 26년) 5월에까지 전주부윤을 지냈다.  이후 승문원 제조가 되어 전쟁 중에는 평양과 의주의 임시조정에 있으면서, 명나라로 보내는 외교문서를 많이 집필했는데, 그 문장의 실력이 가히 따라올 자가 없어 큰 명망을 얻었다. 그해 11월에는 주청사겸 사은사가 되어 명에 다녀왔다. 지은 글들이 명나라 관료들과 학자들에게 높히 평가 받고  존경을 받았다.  1594년(선조 27년) 8월에는 아예 주청사의 부사로 명나라에 가서 외교를 맡았으며, 세자의 책봉을 위해 또 한번의 주청사의 부사로 정사 윤근수와 명나라에 갔다. 이때 여러편의 시를 수창하며 윤근수와 평생을 교유하였다. 명나라에서 귀국한 직후인 1595년(선조 28년)에는 장례원판결사에 올랐고 같은 해에 승문원제조를 겸직하였다. 그리고 다시 한번 세자책봉문서의 첫머리말을 썼다. 같은해 승문원제조 사임상소를 올렸으나 윤허되지 않았다. 이후 승문원 제조를 겸하면서 벼슬은 행호군, 행부호군이 되었다.(벼슬앞에 붙이는 행은 높은 품계의 관리가 낮은 직급의 벼슬에 체임될 시 붙였다.) 1597년(선조 30년)에는 안변부사로 재직하다 다시 장례원 판결사가 되었다. 1598년(선조 31년)에는 중국사신영위사의 직임을 명 받았으나 병으로 사직하고 통진에 머물렀다.

### 임진왜란 이후
1598년(선조 31년) 임진왜란과 정유재란이 모두 종료된 뒤에는 승문원제조에 올라, 세 번이나 명나라 수도 북경의 예부에 가서 글을 올렸는데, 명나라 학사들조차도 최립의 문장에 크게 탄복했다고 한다.
임진왜란 이후 1599년(선조 32년)에 외직인 행여주목사로 부임하였다. 1600년(선조 33년)에는 용산에 우거하여 당대 명사들과 교류하다, 다시 1601년(선조 34년)에는 평양에 간이당을 지어 그곳에 머물렀다. 1602년(선조 35년) 다시 조정으로 돌아와 승문원제조 겸 교정청 당상이 되어 ≪주역≫교정의 직임을 명 받았으나 의견이 맞지 않아 주역교정청의 당상 직책을 사직하는 소를 올렸다.

### 당파싸움 중심에서
최립은 서인의 영수로 추대된 율곡 이이의 지인이었으며, 서인의 중심인물 이었던 윤두수, 윤근수와도 친교도 두터웠다. 윤두수의 문집인 <<오음유고>>에도 최립과 교류한 기록만도 10여 차례에 이른다. 벼슬에 나서 임진왜란 초기까지만 하여도 문장에 대한 평가는 좋았고 단지 선대가 높은 벼슬을 하지 못한 것이 중히 쓰이지 못한 이유였다.
문벌이 중요한 직임에 오르는 중요한 요소였다는 것을 단적으로 보여주는 것은 임진왜란 당시 30대에 재상의 반열에 오른 이항복과 이덕형의 아버지가 모두 당상관 이상의 높은 관직을 역임했다는 것이다. 또한 친교가 있었던 윤두수와 윤근수형제를 비롯하여 당시 조종에서 중요한 직임에 올랐던 인물들을 보면 더욱 뚜렷하게 알 수 있다.
비슷한 처지로 당시 인물 중 부친이 높은 직임에 있지 않은 인물중에 고관이 된 인물이 바로 천재로 이름을 떨친 이이다. 선조가 그렇게 아꼈던 이이도 사직을 여러번 했던 영향까지 있어서 46세에 이르러 정2품직이 되었다. 47세에 종1품 우찬성이 되기도 했지만 사망시까지 대부분을 판서직에 머물렀다.
동인과 서인으로 나뉘어 본격적인 당쟁이 시작되는 시기가 되자 문장에 대한 험담과 시기가 시작된다. 1586년(선조 19년)에는 이문정시에 장원을 하여 국법에 따라 관직은 첨지중추부사에 오르고 관품은 종2품하인 가선대부로 가자 되었으나 가선대부로의 가자가 과하다는 상소가 실록기사에만 무려 5번이나 등장하는데 선조가 번번이 물리치기도 하였다. 이런 선조의 이례적 조치가 오히려 견제가 심해진 계기가 된 듯하다.
젊은 시기에는 한미한 가문 때문에 청요직이나 출세길의 길목에 있는 벼슬을 지나쳤다 하더라도 학문적으로 국가에 인정을 받는 이문정시에 장원을 하고도 학문에 관한 관청에는 한번도 재임하지 못한다. 당시에 학문에 관한 관청은 중요 요직으로 나아가는 길목이었으며 차제에는 정2품 이상의 고관이 되는 필수코스라고 할 수 있는 직임이었다.
임진왜란 중 동인들의 주도하는 당시 조선 조정에서 갈수록 한미한 가문이라는 험담과 문장에 대해서도 험담이 많아졌다. 이러한 험담은 아들인 최동망에게도 그대로 이어졌다.  중앙조정에서 중요직책에서 제외되고, 학문과는 거리가 먼 관료직을 받았다. 이런 상황에서 임진왜란 이후에는 책의 저술을 위해 수차례 사직하거나 외직으로 나가던 것을 반복하였다. 그러나 외교문서를 맡을 만한 출중한 인물이 없다 하여  다시 중앙 조정으로 임관 되는 등, 이러한 현상은  노후의 사망년까지 반복되었다.

#### 실록에 나타난 최립의 평가
명나라 관리 유황상(劉黃裳)은  조선의 사대부 가신들과 심지어 왕에게도 불손한 태도를 보였으나, 최립의 글을 읽을 때 만큼은 손을 씻고, 향을 쏘인 후에 공손하고 경건히 문서를 읽을 정도로였다고 한다.
" 공의 글은 기는 괴애 김수온보다 못하지만 법은 더뛰어나고, 이는 점필재 김종직 보다 뒤지지만 사는 더 낫다. 장점을  취하고 단점을 보완하면 거의 정립의 형국이다. 나머지 서너 분들은 사달이면 그저 좋을 따름이다" 라는
논평으로 최립의 글을 높히 평가하였다.
사후에 영조 7년 (1731년) 6월10일  <승정원일기>에 기록된  영조와 박문수 간에  대화중 최립에 대한 언급이 나온다.
송인명이 아뢰기를,  “
이와 같은 사람은 터무니없는 논의와 세속의 견해로 대우해서는 안 됩니다.”
하자, 상이 이르기를, ( 추상, 왕을 말한다)
“무변을 삼조(三曹 호조, 형조, 공조)에 임명한 것은 옛날에도 있었다. 지망이 현격히 차이 나지 않는다면
오직 재능만을 보고 등용해야 할 것이다. 어찌 세속의 행태만을 따라서야 되겠는가.
옛날에 최립(崔岦) 또한 현달한 가문 출신이 아니었다.”

하니, 김재로가 아뢰기를, “중인(中人)입니다.”
하자, 상이 이르기를, “이러한 때에 최립이 있다면 쓰지 않겠는가?”
하니, 박문수가 아뢰기를,  “최립과 같은 인물을 세상에서 어찌 쉽게 얻겠습니까마는  -후략-
사망으로부처 한참이 지난  군신의 대화에  등장한 최립은  문맥상 가문의 유명함을 가리지 않고  중히 쓰기에  부족함이 없는 인재였다는 회고의 대화이다. 그러나 이 <승정원일기> 한문글을  한글화 번역한  현대의 역자는 2018년 주석글에  "현달한 가문 출신이 아니었다.” 라는 부분에 대한 잘못된 주석의 설명하였는데,  이는 조성왕조실록속 사관의 괄호안의  글을  폄훼 인용한 탓이다. 조성왕조실록역시 한문으로 조성된 글의  현대의 한글로 풀이하면서,  사학자가  '문벌이 미천하다'는 사족 해석글을 풀이 해두었는데,  이를 인용해서,  마치 역사서에서  최립의 가문을 폄하하여  중히 등용치 않은것처럼  의미를 반전하고 있다.
그러나  역사기록상의 내용을 앞뒤로 명확히 보면,  보시다시피  최립은 가문의  세력이 약하고 사람이 드물어도 , 등용해서 국정에 큰 도움이  되는 인재였다는 반증의 경우로서  최립이 회자된 것이고, 후대의 국정에  오랫동안 큰 영향력을 남겼다는것을 볼수 있다.
수백만명이 죽어나간 임진왜란 국난의 시기에 명나라 외교문서에 대한 중요성 때문에도  여러번의 사직 상소를 올렸음에도  말년까지 관직을  반복배정을 받았고 , 관직을 쉬고 문인으로서의 저작 활동에만 전념 하고자하는 뜻은 제대로 이루지 못하였다.
당대에 많은 문인들과 학자들이 능력과 명성을 인정했고,  선조재위 40년(1607년) 허균은" 뜻이 깊고 사어가 탁월하다"는 칭송을 했을 정도이다.  실록 속 졸기 (사망을 기록하는 부고문)에 "가세가 한미하나 위인이 교만하였다" 라고 풀이 되어 있으나,  생전에 1595년 승문원제조 사직 상소에는 '스스로가 미천하고 문자도 허명' 이라며 자신을 낮추었고, 이후의 상소에도 한결같이 자신을 낮추는 글이 존재하여 ,  사관들 험담의 정도가 매우 격렬 하였고,  당파의 적대감이 사료에 그대로 실려나갈만큼  강렬한 폄훼를 담았다는것과 현대적 해석의 왜곡을 알 수 있다.
<광해군일기>의  졸렬한 글을 그대로 옳기자면
" 최립의 문장은 날카로운 의지와 담박한 의사로 그 격조가 자못 뛰어나, 의사가 지나치게 깊은 것이라면 차라리 감추고 말이 지나치게 기이한 것이라면 차라리 난삽하게 하여 드디어 일가의 체도를 이루었다. 그 결점을 논한다면 좀 협착한 느낌이 있으나, 법규를 준하면 실로 독특하고 진지한 공(工)이 있다. 시 또한 교건(矯健)한 운치가 있어 황산곡(黃山谷)과 진후산(陳后山)의 결구 방법을 얻었는데, 의미의 부여가 너무 깊고 수식어를 제거하면서 오직 진언(陳言)을 없애는 데만 힘쓰므로 경색한 말이 많아 시인의 풍치는 없었다. 진주 목사(晉州牧使)로 있던 6년 동안 다만 1수의 율시를 짓고 돌아갔으니, 그의 다듬질과 수정이 이와 같았다. 일찍이 괴석(怪石)을 시제로 한 절구시를 지었는데, 그 시에, 창문 사이에 달린 이 한 마리만한 돌 3년 만에 수레바퀴처럼 컸네 나에게 주먹만한 돌 한 개 화산을 향하여 앉지 않네 라고 하였다. 큰 운치가 이와 같았다. "
라고 서술되어 있다.
실록의 원글은 한문이므로, 이렇게 한글로 풀이되는것에 사학자의 개인 감성이 크게 실리는 영향력도 크다.  게을러서 시문도 6년간 1편이나 지을똥 말똥하고,  시인의 풍치가 없다고 냉혹히 평가 절하가 되어 있지만, 이러한 깍아내리기 묘사와는 다르게 실제로는, 최립의 일생에서 수 많은 사대문서와 시와 산문들이 창작되어 후대 인종대에  9권의 책으로  엮어  편찬하고, 편찬후 인쇄본으로까지 만들어 남길만큼  활발한 저술활동의 흔적이 여러 고문서에 남겨져 있다. 여러 사료에서의 최립의 글의 흔적을  볼때, 말년의 부임 6년간 단 한개의 율시를 지었다는 부고글이 얼마나 사람을  편협히 모략하고  왜곡한 것 인지 명확히  알 수 있다.
한석봉과 함께 아름다운 글씨체를 가진  3대 문장가로  손꼽히며,  창작력을 인정받던   팔대 문장가로도  매우 이름이 높았다. 그래서  선조인 최윤덕 장군이 조선왕조 실록의 500년 역사에 수없이 회자되었듯이, 최립 역시 사후에도 계속 치적을 언급받던 인물이다.
그러나  명나라 외교문서를 전담하고  조선뿐 아니라 중국까지 널리 알려진  유명 문호에 대한 기록 이라고 말하기에는,  <광해군 일기> 속의 음해적  졸기 문장들은,  명성이 무색한 정도로  지나치게 악의 적이다.
최립은 조선중후기를 대표하는 문인이었고. 관료 로서의 능력이 반복해 회자될정도로 귀감이 되는 인재였다.  조선의 역사에 커다란 영향력을 남긴 사람이다. 일제감정기에 반출된 3만점 넘는 고문서들과 국내에 흩어지고, 해석되지 못한 수 많은 고전 사료들을  취합할 경우,  뚜렷한 업적을 찾을수 있는 인물이지만  아직까지 조선의 고전 문학들을 중대히 발굴하고 계보를 잇는 노력은 진행되지 못하고 있다. 그나마  21세기에  고전문학번역원이 추진한 번역작업에서조차  당대의 정치적 펌훼에서 자유로워지지 못했다. 임진왜란의 환란에  5살 자녀를 잃고 꿈에서 만난 일을 묘사한 시에서, 그리고 전쟁중의 아군의 승전보를 기뻐하는 시에서 , 조선역사 중  가장 참담했던 시대를 버텨내던 문학가의 시대 정서를 고스란히 느낄 수 있다.

### 노년기
1603년(선조 36년) ≪주역언해≫의 편찬이 이루어진 이후 주역의 교정을 위해 외직을 청하여 행간성군수가 되어 간성에 부임하여 3여 년의 시간이 지나 주역교정을 완료했지만, 부임 초기에 이 교정작업을 지나치게 중시하여 고을의 일을 돌보지 않아 백성들로부터 불만섞인 소리를 듣기도 했다. 주역교정을 마친 후에는 제대로 정무를 수행하였으며, 임기를 마치고 나서는 다시 중앙 조정으로 복귀하여 형조참판에 올랐으며, 1606년 동지중추부사겸 승문원 제조의 직책에 올랐다. 1607년(선조 40년)에 다시 강릉부사가 되어 외직으로 나갔다. 1608년(선조 41년) 70세 이르러 병으로 사직을 청하였다. 이후 벼슬을 내놓고 한양 자택에서 지내다가 개성으로 옮겨가서 여생을 보냈다. 1612년(광해군 5년) 7월 11일에 74세를 일기로 개성에서 세상을 떠났다.
사후 1631년(인조 9년)년 월사 이정귀 등의 주선으로 그의 자필문집이 9권이 발간이 되었고, 이후 병자 호란등으로 유실을 겪으며 1643(인조 21년)에 문집 9권이 목판 활자본으로 다시 발간되어 현재 국립중앙박물관에 보존되고 있다.

## 평가

간이당 최립의 친필(중앙도서관소장)

선조조에는 조선의 8문장가로 최립, 이이, 이산해, 최경창, 백광홍, 윤탁연, 송익필, 이순인을 꼽았다. 조선과 명나라에서 문장으로 이름을 떨친 그는 뛰어난 시재와 고문을 본뜬 의고문체로 유명했으며, 글씨는 송설체를 잘 썼다. 본래 한양사람이었으나 개성에서 은거했기 때문에, 개성 출신인 차천로와 한호(한석봉)와 함께 "송도삼절(松都三絶)"로 일컬어졌다.
동갑내기인 의학자 허준과는 막역한 친구로 지냈으며, 1610년(광해군 3년)에 허준이 동의보감을 완성시키고 복권되어 조정으로 돌아올 때 지은 그 감회의 시들이  문집  간이집(簡易集)에 남겨지기도  했다. 만년에는 구양수의 글을 존경하여 항상 지니고 다녔으며, 초기에는 반고와 한유의 글을 좋아하여 본받으려고 했다고  서술되어있다.
생존 당시에는 문장으로 명과 조선에서 이름을 날렸는데, 사람들에 따라서는 난삽하고 여렵다 하여 혹평도 받았다하나 , 후대 숙종 때 편찬된 관찬선본인 별본(別本) ≪동문선(東文選)≫은 물론 서유비가 편찬한 ≪동문팔가선(東文八家選)≫, 송백옥의 ≪동문집성(東文集成)≫, 남공철의 ≪사군자문초(四君子文鈔)≫, 홍길주의 ≪대동문준(大東文雋)≫ 등 사가(私家)의 선집에도 고루 저작이 수록되었다. 또한 김창협·김창흡·안석경을 비롯해 여러 고문가들의 논평 대상이 되기도 했는데, 중국의 문장만을 주로 다루어왔던 당대의 시대정황에 비춰보자면 이는 상당히 이례적인 것이다.
시에 대해서도 일가를 이루었다는 평가를 받았다. 그의 시는 황정견과 진사도를 본받은 정교하고 세련된 시풍을 특징으로 하고 있는데, 허균과 홍만종은 산문보다 더 낫다고 평가하기도 했다.
진주목사 6년 재임기간동안  지은 (<怪石>(괴석))이란 제목의 시는 다음과 같다.

窓間懸一虱

目定車輪大

自我得此石

不向華山坐

창틈에 이 한 마리 달아 놓고

뚫어져라 보면 수레바퀴처럼 커 보이네

이 돌을 얻고서는

화산(華山) 쪽으로 앉지도 않는다네

2014년에 언론사를 통해  소개된  최립의 한시  雨後(우후) 에대한 한글화는 다음과 같다

朝來風急雨濛濛 錦繡千林一半空  (조내풍급우몽몽 금수천림일반공)
已作漫山秋色了 殘紅與泛碧溪中  (이작만산추색료 잔홍여범벽계중)

거센 바람 부는 아침 부슬비 내리더니
비단같이 수놓은 수풀 절반 비었구나
온 산은 가을빛 거두고 푸른빛만 띄우는데. [17]

한시를 한글로 풀어내는것은  한글 문장력을 부여하는 것이기에,  화자의 뉘앙스를 정확히는 담을 수가 없다.
외국어를 번역하는것 만큼이나 다른 결과가 될 수 있으며,  그만큼 오역의 가능성도 매우 크다.
통천 최씨 가문 계보의  후손[18]이  직접 다듬은  한글 시문은 다음과 같다.

"아침 바람에  이슬비가 방울 방울 , 비단 위를 수 놓듯  천 개의 나무 위로 떨어져  앞이 절반이 지네
이미 온 산은 가을의 색을 마쳤건만  ,  남은 붉은 잎들이 푸르른 계곡 물을  두루  물들이네"
오역의 문제
위의 한글시문들은 17번 링크 원문에서 확인하다시피, 이 글은  최립이 직접 만든 창작 시 구절이지만,
제목에서 " 우리시조로 푼 한시"라며, 기사 제목부터 저작물을 중국 출저로 오인시키는 오류를 범하고 있다.
최립의 가문에 대한 실족의 사서의 괄호 사족글도 '한미" 라는 글자였는데, 차가울 '한'과 드물 '미' 를 문벌에 대한 비하로
오역하고 있는 문제가 있다.   원서에 없는 '가난한 가문 ' 이란 해석은 잘못된 , 번역에서 비롯되고, 잘못된 한글 번역을
여기저기 이동시키며, " 반한한" 또는,  "원래부터 가난한 "이라는 등의 원문의 뜻과 다른  오역들이 인물 설명에 누적 반복 되었다. 통천최씨 일가는 고려조에 내내 명무가문이고 조선초기에도 입지가 든든하에  세종대왕의  배양공신에 첫 신하가 될정도로 오래 이어진 명문가문이었다.  단종애사에 연루되었으나  최립의 가문자체의 명성과  선대에 대한 회자가 조선왕조 내내 반복되었던 만큼, " 한미한 가문중에 있다"는 글을  경제적 궁핍이나 가문의 미천함으로 풀이하는데 물의가 있다. 이는 근자의  언론보도에 실린 최립의 한시 풀이 에서도, 오역의 과정을  살펴볼수 있다.
已作漫山秋色了 殘紅與泛碧溪中  의 구절에 대해  " 온 산이 가을빛 거두고 푸른빛만 띄운다"는 풀이는, 심각한 왜곡이다.
싯귀 원문에 잔홍 (殘紅)이란 글자를 아예 없는것으로 취급하고,  시내 계(溪)도 무시하여,  싯귀에  담긴 색채 마저 정반대로 와전해버렸다.  상식적으로  '가을색을 중단한 (了)산이란, 가을 다음 계절인 겨울이어야 하기 때문에, 겨울 산이 푸르게 남을 리가 만무하다. 심지어 최립이 창작 의도에 담지 않은  50대, 60대라는 연령적 설명을 싯귀 해석에 끼워넣어서 " 화자가 노년의 시인이 푸르른 젊음을 그리워하는 소망을 담고 있다"는 등의 험난한 망상적 해석까지 덧대면, 원래의 시의 의미를 알아볼수 없게 된다.  현대시대에 잘못된 사학자의 손에 싯귀의 훼손이 이리 심한 수준이고, 이정도까지 원문의 의미를 와전 하기에 정상적인 평론도 이룰 수가 없다.따라서 함축하거나 누락하는 해석은 자중되어야 한다.
번역과 해석문은 재창작이 아니기 때문에. 사료의 해석은 명시성을 쫒아야 한다.
- 《간이집(簡易集)》
- 《주역본의구결부설(周易本義口訣附說)》
- 《한사열전초(漢史

## 기타

### 벼슬에 대하여
통천최씨 가문이 계유정란과 사육신 사건으로 멸문의 피해를 입은 내력을 고려할 때, 관료로서 벼슬의 기록은  꽤 자세히 남이 있다.  선조실록에서 "다만 재상의 반열에 오른자가 직무를 소홀히 한다."는 탄핵상소가 있었다고 적고 있으나, 이것은 상황을 너무 과장한 것이다.
조선시대의  평균 수명을 훌쩍 넘어 연로한 문관이 관직을 반복 사양에도 불구하고 조정에서는 계속 임관 하였고, 사헌부의 추고를 받을 당시엔 이미 환갑의 나이였다.  동부중추부사로서 영위사의 양조령에 재수 되었을때에는 병이 들어 관직을 위한  운신이 어려운 때였고 사간원의 탄핵은 임명을 철회하는 통상 절차로 생각할 수 있다. 기록으로 볼때 일반적 의미의 '파직' 이라 보기엔  힘들 정도로 즉각적 임관 기록이 이어진다.  탄핵과 파직이 언급된 해에도 여주목사,  종사관직에 임명되었고 1602년(선조35년)에도 당상직에 임명되었단 기록이 있다. 당하직'이 아니라  '당상직'이다,
1605년 간성 군수로 있으며 편찬한 <주역본위구결부설> 현재 서울대 규장각 한국학 연구원에도 남아있다
유실된 임관기록들
임진왜란의 초기에 최립의 벼슬이 낮다하여 외교문서에 벼슬을 높여 보낸것 때문으로 보이는데, 《간이집》4권 사행문록에 외교문서들이 수록되어 있고, 벼슬은 이조참판과 예조판서라고 기록하였다. 공식기록이라 할만한 실록에는 정2품 이상의 벼슬을 한 기록이 한번도 없다는 기존 서술은 게시물 내의 내용에서도 반론의 여지가 확인된다. 일본의 침략 전쟁을 두번 거치며 수 없이 소실되고 어렵게 남은 잔여  조선시대기록을  편파적으로 확인하여 고관직을 하지 않았다고 하기엔 인정이 어렵다. 당상관이 정1품에서 정3품 까지의 상위 관료 품계이고, 참판 또한 판서의 보좌관으로 '제조'의 업무를 겸했다는 기록을 보아도,  또 여러번 천거 서술이 있는 실록속의 기록과,  다회차 승무원 제조 임명 기록을 보아도, 그 지적은 내용이  크게 어긋 난다. .
정2품 이상의 관리가 사망했을시에 받게 되는 시호 기록이 없으며, 외교문서에 벼슬을 올려적은 일은 이미 알고 있었던 사실인데도 재상의 반열이라 한것과, 사망 이후인 인조조에 《간이집》을 간행하면서 재신이라 한것과 숙종조에 최석정의 상소문에 참판이라 기록하였는데 이러한 기록도 실록에는 없다는 기존의 서술 주장 또한,  사실로 확인할 수 부분들은 선조시대 40여년의 기간에 대한 상당히 부분  기록이 소실 되었다는것 뿐이다.
현존하던시대로부터 4백년 넘는 시간과  많았던 전쟁들 그리고 36년간의 일제감정기 기간에  수없이 반출당하고  유실 당했던 한국 고문서들을 불행을 생각할때  최립의 벼슬직에 시호를 받지 못했다거나, 사실이 아닌거같다는 의구의 제기는 것은 매우 번외적이며, 생각할 내용이 아니다.
임진왜란은  조선왕조가 가장 귀히 여겼던 조상을 모시는 '종묘' 조차 불태워 전소 당했던, 엄청나게 격렬했던 전쟁이었다. 추산 100만명 이상의 인구가 죽고 10만명 이상 피랍되었으며 , 7년 넘게 이어진 전쟁과  국가의 기능 상실의 시간에  민족역사의  근간을 너무 많이 수탈 당하였고, 오늘 날도 적정히 회수를 못하여, 사료를 중요히 지키지 못하고 있다.
최립은 명나라에서 유학하여 한문학을  공부하고 왜란을 피해 도망간 조선 왕조를 대변하여 병력을 요청하던 탄원 문서를 보내던  외교관이었다. 임진 왜란 당시  '전주부윤' 직은 현재로 치면  '시장' 또는 '장관' 수준의 관직이고, 신료들의 대화에서 호남영토의 크기와 인구에 중대성이 강조되어 임관이 신중히 논해졌던 자리인 임관시의 대화가 그대로 존재한다.  전란 중에도 조선을 구하고자하는 마음으로  명나라에 보낸 호소문들은  후대 인조대에 정리한 문집에 내용이 남아있다. 또한 단지 중국에 군사를 빌리는 목적으로 굽신 대지만은 않고, 국가의 체신을 중히 다루며 긴박히 논한 군신의 대화들은 선조와의 알현 기록에 그대로 남아있다.
조선시대의 영토가 지금의 남한 북한을 합친 크기의 영토 인데다가, 현재의 오키나와가 류큐왕국으로 분리된 국가로 존재하며 일본 본토군과 연합으로 전쟁에 참여했단 것을 생각하면, 그 당시  명나라가 조선을 분할 하려하거나.  왕인 선조가 급박한 전쟁 상황에 폐위하려  했단 상황에  최립과 같이 명나라에 소통창구가 되는 관료가 너무나 중요했던 시대 상황이었다는것은, 두 말할 필요가 없는 것이다.  현대적으로 풀어서 쓰면  일본이 쳐들어오는데,  중국어에 능하고 중국 정부를 설득할만한 문장력에, 중국용 외교문서를 정교히 쓸 줄 아는 유일무이한 외교관이 바로 문관 최립 이었던 것이다. 그 능력에 중대함이 다뤄지고 벼슬을 쫒지 않아, 임관을 원치 않았던 최립의 행보는 당파와 권력을 쫒던 신료들에게 질시의 대상이 되기에 충분한 것 들이었다.  당시에 명나라와의 소통이 너무나 중요했을 것 이고  이런 인재가  국가 존립에 크게 관여 되어 있는데  명나라로 보낸 문서에 언급된  벼슬이 사실인지 아닌지 이조참판을 했던 정2품 품계기록이 안남아서 과장인지를 거짓인지를 의심하는 품계 논쟁을 21세기에 시도하고 있단것은 , 후세에겐  너무나 황망하고 어이없는 서술이다.
최립의 외교 문서로 침략 당하는 조선의 상황을 설득하여  명나라로부터 4만명의 군사를 출정 지원받고 명과 연합군으로 일본 침략 전쟁에서 최종 승리를 거두어  조선을 지켜낼 수 있었다. 그 때의 조선인들은 수 없이 많은 죽음과 전쟁 피해의 참상을 겪었고,  5살에 죽은 자식을 타지에 묻고 피난을 가던 최립의 처지 역시 안온치만은 않았다.  그 후로 수 십년 지나 1626년에 발부된 호패청의 집계가 겨우 226만명일진데  호패를 발부치 않는 여성과 어린이 노령층을 두세배로 합산해도  전부해서  천만명도 채  안되었을 인구수의 조선 시대에, 장기적 전쟁으로 얼마나 많은 목숨이 잃어진건지는 두 말할 필요가 없다. 어느 드라마에서는 360만명의 사상자라고 언급하기도 하였는데, 두 번의 환란중에 공직에 매여  전쟁을 고스란히 치르던  문인의 벼슬임관 기록들이 하나하나 온전히 남아 있길 바라는것 부터가 상당한 무리이다.  기존 글에 임진왜란 전에  정2품의 품계 기록이 없다는 시비가 있었으나, 1584년(선조 17) 호군(護軍)으로 있을 때 이문(吏文) 정시(庭試)에 수석을 차지하여, 종2품 가선대부(嘉善大夫)로 승품(陞品)되었다는 기록이 존재하며 이 안에도 서술 되어있다.  기록자들의 인물 연구에 좀 더 많은 확인이 필요하다. 조선왕조실록만이 유일한 사료는 아니며 , 조선시대의 승지 또한 개인이기에 조정에서 언급된적없는 사족의 글을 인물평가로 확대하는것은 물의가 있고, 승지의 기록이 컴퓨터 기록처럼 명확히 할 수 있던 시대가 아님을 우선 고려해야 할 것이다.
임진왜란 중 기록유실은 광해군 4년에 최립이 사망하고, 이후 후대에 인조가 즉위하고, 두번 호란을 겪으며 더 많은 기록들이 유실되어 버린것으로 판단할 수 있다.

## 시
| “ | 가을을 보내며 朝來風急雨濛濛 / 거센 바람 부는 아침 부슬비 내리더니 錦繡千林一半空 / 수놓은 비단 같던 수풀 절반은 비었네 已作漫山秋色了 / 이미 온 산은 가을빛을 거두고서 殘紅與泛碧溪中 / 남은 붉은 잎을 푸른 물에 띄우네 | ” |

## 같이 보기
- 선조
- 이이
- 윤두수
- 윤근수
- 허준
- 송도삼절
- 석봉 한호
- 차천로
- 허균
- 서경덕
- 이기
- 성혼
- 송갑조
- 송시열